# Žerotice (hrad)
Žerotice je zřícenina hradu nacházející se na jihovýchodním okraji obce Žerotice v okrese Znojmo. Jeho zbytky jsou chráněny jako kulturní památka České republiky.

## Historie
První připomínka o vsi s patrovým hrádkem pochází z roku 1259 za majitele Cuzkraje ze Žerotic. Ves s kostelem svatého Martina je zmiňována již v roce 1253. Tvrz sama je výslovně uváděna až roku 1358, kdy ji Adam ze Žerotic prodal Benešovi z Weitmile, který ji rozšířil, že je dále v pramenech nazývána hrad. Hrad byl v držení rodu z Weitmile až do roku 1502. Dalšími známými majiteli byli Jindřich Lechovický ze Zástřizel (1512), Fridrich Březnický z Náchoda (1554), Jiří Ehrenreich ze Sinzendorfu (1628). Vlivem přestaveby je od roku 1512 je stavba označována jako zámek, v renesančních úpravách pokračovali i Zástřizlové a Březničtí. Během třicetileté války byl hrad dobyt a vypálen Švédy. Další majitelé, Blierové, provedli barokní úpravy, ale hrad opouští a stěhují se na blízký zámek Želetice. Roku 1711 se stává hrad majetkem Františka Karla hraběte Berchtolda z Uherčic, čímž došlo k definitivnímu připojení k Želeticím, následně jeho syna Františka Antonína, po jeho smrti pak Prospera Berchtolda, který jej roku 1755 prodává hraběnce Marii Elišce Walldorfové. Od roku 1761 je v majetku Ignáta Bohumíra Walldorfa a po roce 1796 Františka Chorinského. Rod Chorinsky držel panství s velkostatkem až do roku 1863, kdy jej Viktor prodal Bedřich Kammelovi z Hardeggu (roku 1874 hrad vyhořel). Z tohoto rodu byli vlastník Karel (od roku 1884), dr. Karel (1890), Siegfried (1917) a naposledy dr. Dominik Kammel, který jej prodává roku 1936 Aloisi Fišlovi. Od roku 1938 docházelo k bourání částí hradu a materiál byl používán na stavbu silnice do Želetic. Velkostatek (s hradem) byl vyvlastněn pozemkovou reformou roku 1948. Roku 1988 se zřítily dvě zdi hranolové věže.
Do současné doby se z hradu zachovala renesančně klenutá místnost, obvodové zdivo paláce (do výše prvního patra), opěrné pilíře hradeb, zbytek hranolové věže a obezděný příkop. Poslední majitel zříceninu zakoupil roku 1998 a provádí postupnou rekonstrukci.

## Popis
Stavba malého rozsahu s okrouhlým půdorysem měla budovy soustředěny podél vnitřní strany hradeb, vymezující střední nádvoří, ke kterému vedl přístup z jižní strany přes 12 široký obezděný příkop klenutým průjezdem. Opevnění krom příkopu tvořila hradební zeď, místy zpevněná opěrnými pilíři s drobnými prostorami v horní části, umožňujícími posádce flankování přilehlé kurtiny. V severozápadní části stála hranolová věž, budovy na východě zdobil klenutý arkádový ochoz.